# Jaka Blažič
Jaka Blažič, slovenski košarkar, * 30. junij 1990, Jesenice.
Je luciden, kreativen in emotiven visoki branilec, ki je igral za beograjsko Crveno Zvezdo. Od tam se je preselil v najtežjo evropsko ligo, v Španijo, kjer igra v sezoni 2015/2016. Dobro prodira in je učinkovit v protinapadih. Ima tudi odličen met za tri točke.

## Začetki
Glede na to, da je iz Bleda , ni presenetljivo, da je bil prvi šport hokej, ki ga je pričel igrati s šestimi leti. Pri desetih je presedlal na košarko,prvi klub je bil KK Radovljica. Svojo prvo profesionalno sezono je odigral pri KK Radovljica s 17 leti. V klubu je ostal dve leti, nato pa se je preselil v Geoplin Slovan, kjer je prav tako ostal dve sezoni. Druga sezona v Slovanu je bila sijajna in izbran je bil za slovensko All-star tekmo.

## Klubska kariera
Dobra forma v Slovanu je bila predpogoj za odhod v Olimpijo za katero je (spet) odigral dve sezoni. Dobre igre v Evroligi, kjer je v sezoni 2012/2013 dosegal po 12 točk, so ga pripeljale do Crvene Zvezde, ki je zbrala vrhunsko zasedbo. Zaradi svoje emotivne in učinkovite igre, je kmalu postal ljubljenec navijačev Crvene Zvezde. Dne 14. septembra 2015 sta Crvena Zvezda in Jaka Blažič sporazumno prekinila pogodbo. Že naslednji dan podpiše s španskim evroligašem Kutxa Laboral, ki ga vodi hrvaški strateg in selektor hrvaške reprezentance na EP2015 Velimir Perasović. 

## Reprezentanca
Jaka Blažič je igral na Evropskem prvenstvu 2013 v Sloveniji, ko je bil selektor Božidar Maljković. Sodeloval je tudi na Svetovnem prvenstvu v košarki 2014 v Španiji pod vodstvom Jureta Zdovca. Leta 2017 je z reprezentanco postal evropski prvak, s kapetanom Goranom Dragićem in selektorjem Igorjem Kokoškom. 

## Osebno
Je sin smučarskega delavca Dušan Blažiča, ki je bil eno leto tudi direktor slovenskih smučarskih reprezentanc. Mati Ksenija je bila odbojkarica, dedek Franc pa hokejist. Sestra Pia gre bo stopinjah svoje matere in trenira odbojko. 